# Großsteingrab Freerslev Hegn 2
Das Großsteingrab Freerslev Hegn 2 ist eine megalithische Grabanlage der jungsteinzeitlichen Nordgruppe der Trichterbecherkultur im Kirchspiel Nørre Herlev in der dänischen Kommune Hillerød.

## Lage
Das Grab liegt südwestlich von Ullerød im Südwesten des Waldgebiets Freerslev Hegn. In der näheren Umgebung gibt bzw. gab es zahlreiche weitere megalithische Grabanlagen.

## Forschungsgeschichte
Im Jahr 1942 führten Mitarbeiter des Dänischen Nationalmuseums eine Dokumentation der Fundstelle durch.

## Beschreibung
Die Anlage besitzt eine ost-westlich orientierte rechteckige Hügelschüttung mit einer Länge von 10 m, einer Breite von 6 m und einer erhaltenen Höhe von 0,3 m. Von der Umfassung sind noch sieben Steine erhalten, die außer im Westen verstreut um den Hügel liegen. Von der Grabkammer sind keine Reste zu erkennen.